# Juan Castañón de Mena
Juan Castañón de Mena (Madrid, 1903 - La Corogne, 27 septembre 1982) était un architecte, ingénieur, géographe et militaire espagnol qui a occupé des postes importants pendant la dictature de Franco.
Biographie

## Formation et carrière militaire
En août 1918, il entre à l'Académie d'infanterie de Toledo. En tant que sous-lieutenant, il est affecté à Granollers, puis à Ceuta. Il participe à la campagne du Maroc jusqu'en 1925, et est promu capitaine du corps d'état-major en janvier 1931, affecté à la commission géographique. La même année, il entre à l'école technique supérieure d'architecture de Madrid, où il obtient son diplôme en 1935.
Résidant à La Corogne, il joue un rôle important dans la préparation du coup d'État de juillet 1936 et sa participation ultérieure à la guerre civile espagnole en tant que chef d'état-major de la 82e division, commandée par le général Aranda. Avec les colonnes galiciennes, il participe à la levée du siège d'Oviedo et, plus tard, à la campagne des Asturies et aux campagnes de Teruel, Alfambra, Levante, Èbre et Catalogne. Il a été promu lieutenant-colonel pour ses mérites à la guerre.

## Dictature franquiste
En 1952, il est promu colonel et nommé aide de camp du général Franco. En 1959, il est promu général de brigade et trois ans plus tard, général de division. Il a ensuite occupé les postes de maître de conférences à l'École supérieure de l'armée, de gouverneur militaire de Madrid, de chef de la 11e division d'infanterie "Guadarrama" et d'inspecteur adjoint des troupes et des services de la 1ère région militaire. Il est promu général de corps d'armée en 1965, et est nommé chef de la maison militaire du chef de l'État. Il atteint l'apogée de sa carrière lorsqu'il est nommé ministre des armées le 20 octobre 1969, poste qu'il occupe jusqu'au 11 juin 1973, date à laquelle il est transféré dans la réserve pour avoir atteint l'âge légal.
En tant que ministre, il a entrepris la modernisation des forces armées, notamment la rationalisation du service militaire et la réduction du nombre de commandants dans les différentes unités, ainsi que le transfert de plusieurs casernes en dehors des centres urbains des villes. À la mort de l'amiral Carrero Blanco, son nom a été avancé comme l'un des candidats possibles. Sabino Fernández Campo est arrivé à La Zarzuela à l'été 1977 sur les premières indications du général Juan Castañón de Mena, qui avait assuré la liaison entre Franco et le Prince. Il est l'un des 59 procureurs qui, le 18 novembre 1976, aux Cortes espagnoles, ont voté contre la loi de réforme politique abrogeant les principes fondamentaux du mouvement.

## Architecte

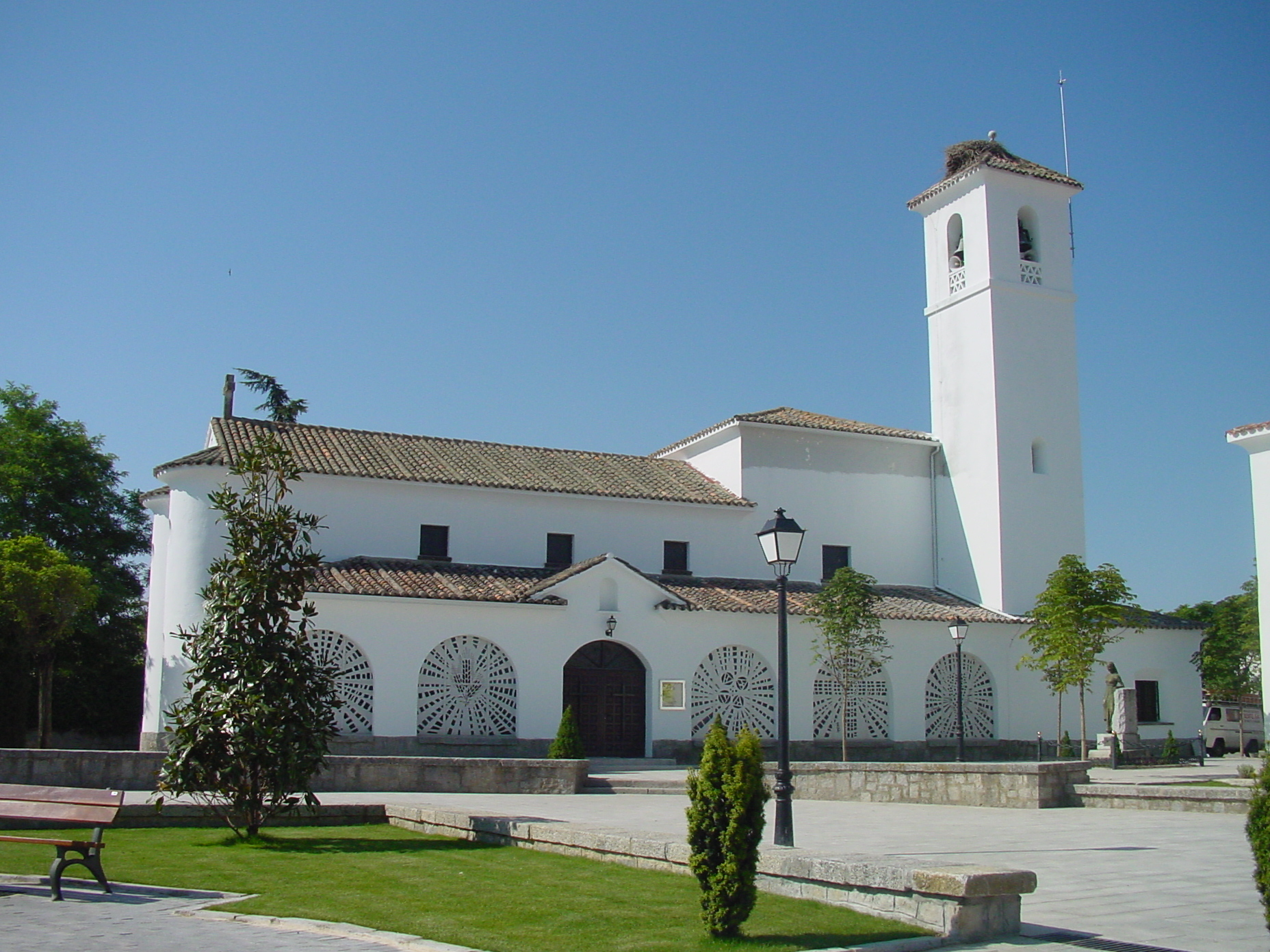
Église de Villanueva de la Cañada. Le grand espace de la nef est résolu sans fermes ni poutres, sans plafonds à caissons ni décoration superflue.

Avec l'aide d'Alfonso Fungairiño Nebot (le grand-père maternel d'Ana Torroja), il construit le village de Villanueva de la Cañada, un projet caractérisé à la fois par la rigueur avec laquelle il a été défini et par sa profonde préoccupation pour les problèmes de construction. Ils collaboreront ensuite à d'autres projets pour la Dirección General de Regiones Devastadas (Direction Générale des Régions Dévastées). Grâce à leur séjour dans le protectorat espagnol du Maroc, ils maîtrisent les aspects de la construction liés au pisé et à la céramique, avec des plafonds voûtés. Dans ce projet, les architectes ont confié la solution entièrement à la maçonnerie, constituant une expérience sans utiliser ni bois ni fer, avec des solutions rigides où le mur est la solution prédominante, toujours construit avec une masse technique impliquant des pâtes liantes (terre battue, plâtre, chaux ou ciment) qui unissent des pièces rigides (naturelles ou élaborées) comme la pierre, l'adobe ou la brique cuite. Curieusement, ils utilisent les abondants gravats issus des destructions de la bataille de Brunete.
La sous-station du barrage de Belesar à Chantada, dans la province de Lugo, est reconnue au niveau international comme une œuvre d'ingénierie et d'architecture unique,.

## Décorations
- Grand Croix de l'Ordre du Mérite Militaire, avec insigne blanc (1961)[7].
- Grand-croix de l'ordre d'Isabelle la Catholique